# 이근 (조선 초기)
이근(李懃, ? ~ 1398년)은 고려 말, 조선 초의 문신이다. 본관은 고성(固城)이다.
1392년 7월 17일 조선 개국에 참여하여 개국 2등공신에 책록되었다. 이내 좌승지(左承旨)에 오르고, 대사헌(大司憲)과 판중추원사(判中樞院事) 등을 지냈다. 1398년 제1차 왕자의 난 때 살해되었고, 1409년에 공신 녹권이 추탈되었다. 아들 이중지(李中至)를 두었다.

## 가족 관계
- 할아버지 : 이교(李嶠), 이우의 차남
  - 아버지 : 이름미상
    - 부인 : ?
      - 장남 : 이중지(李中至)
      - 장녀 : 한승순(韓承舜)